# Naruto: Shippuden (sezonul 17)
Naruto: Shippuden – Sezonul 17: Al Patrulea Război Mondial Ninja - Întoarcerea Echipei Șapte (2014)
Episoadele din sezonul șaptesprezece al seriei anime Naruto: Shippuden se bazează pe partea a doua a seriei manga Naruto de Masashi Kishimoto. Sezonul șaptesprezece din Naruto: Shippuden, serie de anime, este regizat de Hayato Date și produs de Studioul Pierrot și TV Tokyo și a început să fie difuzat pe data de 15 mai 2014 la TV Tokyo și s-a încheiat la data de 14 august 2014.
Episoadele din sezonul șaptesprezece al seriei anime Naruto: Shippuden fac referire la intrarea în luptă a lui Sasuke Uchiha și Naruto Uzumaki în Forțele Aliate Ninja și continând lupta împotriva lui Madara Uchiha și Obito Uchiha.

## Lista episoadelor
| Nr. Ep. Original | Nr. Ep. Serie | Nr. Ep. Sezon | Titlu                          | Apariție       |
| ---------------- | ------------- | ------------- | ------------------------------ | -------------- |
| 582              | 362           | 1             | Determinarea lui Kakashi       | 15 mai 2014    |
| 583              | 363           | 2             | Jutsul forțelor shinobi aliate | 22 mai 2014    |
| 584              | 364           | 3             | Legăturile care unesc          | 5 iunie 2014   |
| 585              | 365           | 4             | Cei care dansează în umbre     | 12 iunie 2014  |
| 586              | 366           | 5             | Cei care știu totul            | 19 iunie 2014  |
| 587              | 367           | 6             | Hashirama și Madara            | 3 iulie 2014   |
| 588              | 368           | 7             | Era statelor militare          | 10 iulie 2014  |
| 589              | 369           | 8             | Adevăratul meu vis             | 24 iulie 2014  |
| 590              | 370           | 9             | Răspunsul lui Sasuke           | 31 iulie 2014  |
| 591              | 371           | 10            | Gaura                          | 7 august 2014  |
| 592              | 372           | 11            | Ceva care să umple gaura       | 14 august 2014 |